# Cheese (album)
Pour les articles homonymes, voir Cheese.
Albums de Stromae
Mixture Elecstro
(2009) Racine carrée
(2013)
Singles
1. Alors on danse
Sortie : 21 septembre 2009
2. Te quiero
Sortie : 10 mai 2010
3. House'llelujah
Sortie : 20 septembre 2010
4. Je cours
Sortie : 13 décembre 2010
5. Peace or Violence
Sortie : 16 mai 2011

Cheese est le premier album de Stromae sorti le 14 juin 2010. 
Il comporte les singles Alors on danse, Te quiero, House'llelujah et Je cours.

## Liste des pistes
| No  | Titre              | Auteur  | Durée |
| --- | ------------------ | ------- | ----- |
| 1.  | Bienvenue chez moi | Stromae | 2:55  |
| 2.  | Te quiero          | Stromae | 3:23  |
| 3.  | Peace or Violence  | Stromae | 3:08  |
| 4.  | Rail de musique    | Stromae | 4:08  |
| 5.  | Alors on danse     | Stromae | 3:26  |
| 6.  | Summertime         | Stromae | 3:04  |
| 7.  | Dodo               | Stromae | 3:58  |
| 8.  | Silence            | Stromae | 4:40  |
| 9.  | Je cours           | Stromae | 3:15  |
| 10. | House'llelujah     | Stromae | 3:59  |
| 11. | Cheese             | Stromae | 3:02  |

| 1. | Alors on danse - 90's Remix               | Stromae             | 2:51 |
| 2. | Alors on danse - Remix (feat. Kanye West) | Stromae, Kanye West | 3:36 |

## Clips vidéos
- Alors on danse : 28 avril 2010
- Te quiero : 27 juillet 2010
- House'llelujah : 16 septembre 2010
- Je cours : 5 mars 2011

## Crédits
- Voix – Stromae
- Management – Dimitri Borrey
- Mastering – Pieter de Wagter (Studio EQuuS)
- Producteur – Mosaert
- Mixage – Lion Hell Capouillez, Vince Lattuca
- Graphisme – Dati Bendo, Guillaume Mortier
- Direction artistique – Luc Junior Tam, Dati Bendo
- Photographies – Dati Bendo

## Classement hebdomadaire
| Classement (2010-2022)        | Meilleure position |
| ----------------------------- | ------------------ |
| Allemagne (Media Control AG)  | 29                 |
| Autriche (Ö3 Austria Top 40)  | 33                 |
| Belgique (Flandre Ultratop)   | 7                  |
| Belgique (Wallonie Ultratop)  | 1                  |
| Canada (Canadian Albums)      | 58                 |
| France (SNEP)                 | 6                  |
| Grèce (IFPI)                  | 4                  |
| Pays-Bas (Mega Album Top 100) | 69                 |
| Suisse (Schweizer Hitparade)  | 18                 |

### Classements annuel
| Classement (2010) | Position |
| ----------------- | -------- |
| France (SNEP)     | 91       |
| Classement (2011) | Position |
| France (SNEP)     | 116      |

## Certifications
| Région                                                                                                 | Certification | Ventes/Streams |
| --- | ------------- | -------------- |
| Belgique (BEA)                                                                                         | 3 × Platine   | 30 000*        |
| France (SNEP)                                                                                          | 3 × Platine   | 100 000*       |
| *Ventes selon la certification ^Mise en rayon selon la certification xNon précisé par la certification |               |                |

## Ventes
En France, l'album est disque d'or et se vend à 80 000 exemplaires en fin de première exploitation. Depuis la sortie de Racine carré, l'album s'est vendu à plus de 300 000 exemplaires. Et en Belgique à plus de 100 000 exemplaires[réf. nécessaire].